# اتنسل
اتنسل (به آلمانی: Altencelle) یک منطقهٔ مسکونی در آلمان است که در نیدرزاکسن واقع شده‌است.

## خصوصیات
اتنسل ۳۹ متر بالاتر از سطح دریا واقع شده‌است.